# Bogusławie (przystanek kolejowy)
Bogusławie – zlikwidowany przystanek gryfickiej kolei wąskotorowej w Bogusławiu, części miasta Stepnica, w województwie zachodniopomorskim, w Polsce.